# Ciampino
Ciampino ist eine italienische Stadt in der Metropolitanstadt Rom in der Region Latium mit 38.670 Einwohnern (Stand 31. Dezember 2023).

## Geografie
Ciampino liegt am Rande der Albaner Berge, 18 km südöstlich von Rom. Der Ortskern liegt zwischen der Bahnstrecke Rom – Frascati und der Via Appia Nuova. Er wurde in den 1920er Jahren strahlenförmig angelegt.
Das Gemeindegebiet erstreckt sich über eine Höhe von 87 bis 235 m s. l. m.
Die Gemeinde liegt in der Erdbebenzone 3 (wenig gefährdet).
Die Nachbargemeinden sind: Grottaferrata, Marino und Rom.

### Verkehr
Ciampino liegt in kurzer Entfernung zum Autobahnring GRA, mit der Anschlussstelle 23 Via Appia. Es hat fünf Bahnhöfe (Ciampino, Casabianca, Acqua Acetosa, Sassone und Pantanella) an der Regionalbahnstrecke FR4 Rom – Ciampino – Frascati, Albano Laziale und Velletri.
Der angrenzende Flughafen Rom-Ciampino liegt zum größten Teil im Gemeindegebiet von Rom.

## Geschichte
Seinen Namen verdankt Ciampino dem Prälaten und Christlichen Archäologen Giovanni Giustino Ciampini, der  im 17. Jahrhundert das Landgut Ad Decimum erwarb. Dieses wurde in der Folge unter dem Namen Il casale di Ciampino (Landgut des Ciampino) bekannt. Mit der Eröffnung der ersten Bahnstrecke des Kirchenstaats von Rom nach Frascati 1856 entstand am Haltepunkt Ciampino eine erste kleine Ansiedlung die zur Gemeinde Marino gehörte. 1910 erwarb die Società Anonima Cooperativa Colli Parioli im Gebiet an der Via Appia Nuova Land zur Erstellung einer Gartenstadt. 1916 wurde ein erstes Flugfeld der Regia Marina ausgewiesen. 1924 wurde der Militärflugplatz eröffnet, der seit 1947 auch für Zivilflüge genutzt wird.
Im Zweiten Weltkrieg wurde Ciampino stark bombardiert. Danach begann der eigentliche Ausbau der Siedlung. 1974 wurde Ciampino als eigenständige Gemeinde aus Marino ausgegliedert. 2004 bekam es das Stadtrecht.

## Bevölkerung

### Bevölkerungsentwicklung
Quelle ISTAT

### Ethnien und Migration
Am 31. Dezember 2019 lebten in Ciampino 3.099 Menschen nicht-italienische Staatsbürger. Die meisten von ihnen stammen aus folgenden Ländern:
1. Rumänien – 1529
2. Albanien – 213
3. Ukraine – 120
4. Ägypten – 106
5. China – 104
6. Moldau – 94
7. Bangladesch – 87

## Politik
Simone Lupi (PD) wurde im Mai 2011 zum Bürgermeister gewählt. Er löste seinen Parteifreund Walter Enrico Perandini (2001–2006) ab, der nicht mehr kandidierte. Sein Mitte-links-Bündnis stellt auch mit 17 von 24 Sitzen die Mehrheit im Gemeinderat.

## Religion
Die Einwohner von Ciampino gehören mehrheitlich der römisch-katholischen Glaubensgemeinschaft an. Die Gemeinde gehört zum Bistum Albano und hat fünf Pfarrgemeinden.